# 伊凡·岡察洛夫

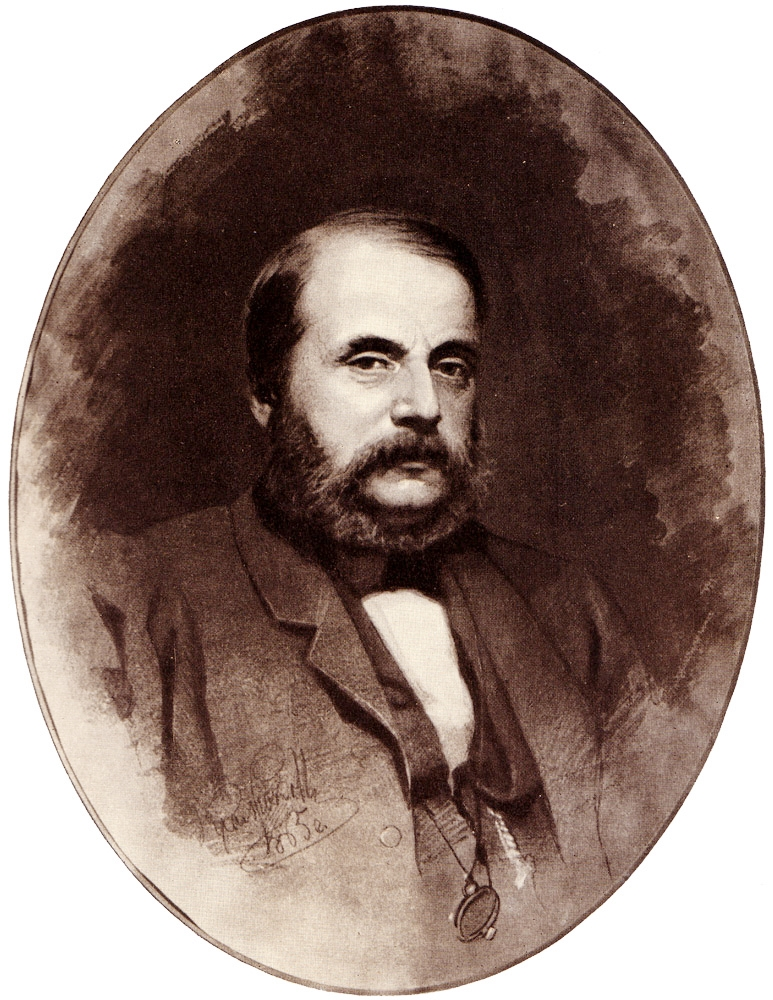
冈察洛夫画像，伊凡·克拉姆斯柯依作

伊凡·亚历山德罗维奇·冈察洛夫（俄語：Ива́н Алекса́ндрович Гончаро́в，羅馬化：Ivan Alexandrovich Goncharov，儒略历1812年6月6日－1891年9月15日，合格里历1812年6月18日—1891年9月27日），俄罗斯小说家，代表作有《奥勃洛莫夫》（1859年）等。

## 生平
冈察洛夫在辛比尔斯克（今乌里扬诺夫斯克）出生，父亲是富裕的商人。1831年他进入莫斯科大学语文系，1834年大学毕业后到政府工作达30年。1847年，冈察洛夫创作的第一部小说《平凡的故事》出版,描写一个地主少爷顺应资本主义兴起的局势，成为一个实业家的故事，赢得了评论家别林斯基的好评。1849年他发表了中篇《奥勃洛莫夫的梦》。1852年至1855年间作为海军中将叶夫菲米·普佳京的秘书随他航行到英格兰、非洲和日本，后经西伯利亚返回俄罗斯。冈察洛夫据此旅途写作的游记《战舰“巴拉达”号》在1858年出版，翌年在《祖国纪事》上又发表长篇小说《奥勃洛莫夫》，大获好评。1867年，他辞去政府职务，并发表他最后一部长篇小说《悬崖》（1869年）。冈察洛夫终身未婚，1891年在圣彼得堡逝世。